# Орова
Орова, още Рускова река или Русково (на гръцки: Ρέμα Γεωργιάδη, до 1969 година Όροβα), е река в Егейска Македония, Гърция, ляв приток на Места (Нестос).
Реката се образува от няколко потока южно под връх Бузала (1631,5 m) и източно под връх Бозово (Лохагу Янопулу, 1621,6 m). Тече на юг и минава източно от бившето село Русково (Касариано), а след това вече под името Орова минава източно от Кальош (Клиста) и западно от Бичово (Петротопос). След връх Орово (897,8 m) приема големия си ляв приток Бичова и се влива в Места като ляв приток южно от Черкишен (Сикидия).
В 1969 година името на реката Ρούσκοβο като част от община Либан е сменено на Γουρουνόρεμα, Гурунорема, а като част от община Белен на Ήσκιόρρεμα, Искиорема. По същия начин притокът Бичова като част от община Либан е преименуван от Πίτσοβας, Пицовас на Ρέμα Πετροτόπου, Рема Петротопу, а като част от община Осеница на Πετρόρρεμα, Петрорема.